# Cerro Armazones
De Cerro Armazones is een 3.064 meter hoge berg, ca. 130 km ten zuidoosten van Antofagasta, in de Atacamawoestijn in Chili. Dit gebied is bijzonder geschikt voor astronomische waarnemingen, vanwege de schone, droge lucht en het grote aantal wolkeloze nachten (gemiddeld 350 per jaar). Deze berg is op 26 april 2010 gekozen als vestigingsplaats voor de European Extremely Large Telescope (E-ELT).
Ook bevindt zich hier een observatorium van het astronomisch instituut van de Universidád Católica del Norte, waar onder andere een hexapodmontering in gebruik is door instituten van de Ruhr-universiteit in Bochum.
Hemelsbreed ca. 20 km van de Cerro Armazones ligt de Cerro Paranal, waar het Paranal-observatorium van de ESO is gevestigd.